# Campionati mondiali di sci nordico 1934
I Campionati mondiali di sci nordico 1934, undicesima edizione della manifestazione, si svolsero dal 20 al 25 febbraio a Sollefteå, in Svezia, e contemplarono esclusivamente gare maschili. Vennero assegnati cinque titoli.

## Risultati

### Combinata nordica
| Posizione | Atleta           | Nazione   | Punti  |
| --------- | ---------------- | --------- | ------ |
| 1         | Oddbjørn Hagen   | Norvegia  | 441,90 |
| 2         | Sverre Kolterud  | Norvegia  | 427,50 |
| 3         | Hans Vinjarengen | Norvegia  | 416,70 |
| 4         | Ole Stenen       | Norvegia  | -      |
| 5         | Lauri Valonen    | Finlandia | -      |
| 6         | Olaf Hoffsbakken | Norvegia  | -      |

20 febbraio

Trampolino: Hallstabacken NH

Fondo: 18 km

### Salto con gli sci
| Posizione | Atleta             | Nazione   | Punti |
| --------- | ------------------ | --------- | ----- |
| 1         | Kristian Johansson | Norvegia  | 228,5 |
| 2         | Arne Hovde         | Norvegia  | 225,0 |
| 3         | Sven Selånger      | Svezia    | 223,1 |
| 4         | Lauri Valonen      | Finlandia | -     |
| 5         | Olle Viken         | Svezia    | -     |
| 6         | Trygve Edin        | Norvegia  | -     |

20 febbraio

Trampolino: Hallstabacken NH

### Sci di fondo

#### 18 km
| Posizione | Atleta             | Nazione   | Tempo   |
| --------- | ------------------ | --------- | ------- |
| 1         | Sulo Nurmela       | Finlandia | 1:04:29 |
| 2         | Veli Saarinen      | Finlandia | 1:05:35 |
| 3         | Martti Lappalainen | Finlandia | 1:06:08 |
| 4         | Arthur Häggblad    | Svezia    | -       |
| 5         | Klaes Karppinen    | Finlandia | -       |
| 6         | Oddbjørn Hagen     | Norvegia  | -       |

22 febbraio

#### 50 km
| Posizione | Atleta            | Nazione   | Tempo   |
| --------- | ----------------- | --------- | ------- |
| 1         | Elis Wiklund      | Svezia    | 4:06:43 |
| 2         | Nils-Joel Englund | Svezia    | 4:07:41 |
| 3         | Olavi Remes       | Finlandia | 4:08:05 |
| 4         | Arthur Häggblad   | Svezia    | -       |
| 5         | John Wikström     | Svezia    | -       |
| 6         | Helge Wikström    | Svezia    | -       |

24 febbraio

#### Staffetta 4x10 km
| Posizione | Nazione   | Atleti                                                                | Tempo   |
| --------- | --------- | --------------------------------------------------------------------- | ------- |
| 1         | Finlandia | Sulo Nurmela Klaes Karppinen Martti Lappalainen Veli Saarinen         | 2:40:28 |
| 2         | Germania  | Walter Motz Josef Schreiner Willy Bogner Herbert Leupold              | 2:51:23 |
| 3         | Svezia    | Allan Karlsson Lars-Theodor Jonsson Nils-Joel Englund Arthur Häggblad | 2:53:07 |
| 4         | Norvegia  | Lars Bergendahl Olaf Hoffsbakken Hans Vinjarengen Oddbjørn Hagen      | -       |
| 5         | Polonia   | Bronisław Czech Stanisław Karpiel Andrzej Marusarz Stanisław Marusarz | -       |

25 febbraio

## Medagliere per nazioni
| Posizione | Nazione   | Oro | Argento | Bronzo | Totale |
| --------- | --------- | --- | ------- | ------ | ------ |
| 1         | Norvegia  | 2   | 2       | 1      | 5      |
| 2         | Finlandia | 2   | 1       | 2      | 5      |
| 3         | Svezia    | 1   | 1       | 2      | 4      |
| 4         | Germania  | 0   | 1       | 0      | 1      |